# Irresponsables
«Irresponsables» es el primer sencillo del grupo musical argentino Babasónicos, la cual fue incluida en su séptimo álbum de estudio publicado en 2003, Infame. La canción tuvo su video musical,  pero esta en versión tango.

## Significado
El origen y significado de la canción se remonta a un día en que Adrián Dárgelos junto a Mariano Roger se encontraban trabajando en su estudio, colocando caños y realizando otras tareas de construcción.
La letra de la canción habla de una relación que a pesar de ser condenada por otros, se mantiene intensa y viva gracias a la pasión que ambos sienten.

## Lista de canciones
1. «Irresponsables» - 2:36
2. «Irresponsables» (Remix) - 4:46

## Premios y nominaciones
| Año  | Publicación          | País          | Lista                                               | Puesto |
| ---- | -------------------- | ------------- | --------------------------------------------------- | ------ |
| 2006 | Alborde              | EUA           | 500 canciones del Rock Iberoamericano               | 204°   |
| 2009 | Rock en las Américas | Latinoamérica | Las 120 mejores canciones del rock hispanoamericano | 88°    |